# Place Saint-Étienne (Toulouse)
Pour les articles homonymes, voir Place Saint-Étienne et Rue Samuel-Paty.
La place Saint-Étienne (en occitan : plaça de Sant Estèfe) et la rue Samuel-Paty (en occitan : carrièra Samuel Paty) sont deux voies de Toulouse, chef-lieu de la région Occitanie, dans le Midi de la France.

## Situation et accès

### Description
La place Saint-Étienne et la rue Samuel-Paty sont deux voies publiques. Elles se situent au cœur du quartier Saint-Étienne.
La place Saint-Étienne forme un triangle irrégulier d'environ 4 000 m², dont le côté sud fait plus de 100 mètres, le côté ouest 105 mètres et le côté est – qui correspond à la rue Samuel-Paty – 77 mètres. Elle reçoit, à l'angle ouest, la rue Croix-Baragnon qui débouche à l'ouest sur la place Rouaix, et la rue Boulbonne qui aboutit à la place Saint-Georges puis, par la rue Saint-Antoine-du-T., à la place Wilson. Au sud, la rue Pierre-de-Fermat délimite les bâtiments utilisés par l'hôtel de la Préfecture de Haute-Garonne. Enfin, au nord, la place est prolongée par la rue Riguepels, qui aboutit d'une part à la rue de Metz, et d'autre part à la rue Sainte-Anne.
La chaussée compte, au nord, une voie de circulation automobile dans chaque sens et, au sud, une seule voie à double-sens. Elle appartient une zone de rencontre et la vitesse est limitée à 20 km/h. Le côté est de la place est quant à lui entièrement dévolu aux piétons. Il n'existe en revanche ni bande, ni piste cyclable.

### Voies rencontrées
La place Saint-Étienne rencontre les voies suivantes, dans l'ordre des numéros croissants :
1. Rue Pierre-de-Fermat
2. Rue Croix-Baragnon
3. Rue Boulbonne
4. Rue Riguepels
5. Square du Cardinal-Jules-Saliège
6. Allée du Colonel-Arnaud-Beltrame-et-du-Père-Jacques-Hamel
7. Impasse de la Préfecture

### Transports
La place Saint-Étienne est traversée à l'ouest, entre les rues Croix-Baragnon et Boulbonne, par la navette Ville. À l'est, le long du boulevard Lazare-Carnot se trouvent la station François-Verdier, sur la ligne de métro , ainsi que les arrêts des lignes des Linéo L1L8L9 et du bus 29. À l'ouest, sur la place Étienne-Esquirol, se trouvent la station du même nom, sur la ligne de métro , ainsi que les arrêts des lignes du Linéo L4 et du bus 44.
Il existe une station de vélos en libre-service VélôToulouse, la station no 24 (14 place Saint-Étienne). Plus loin se trouve également la station no 99 (7 rue du Rempart-Saint-Étienne).

## Odonymie

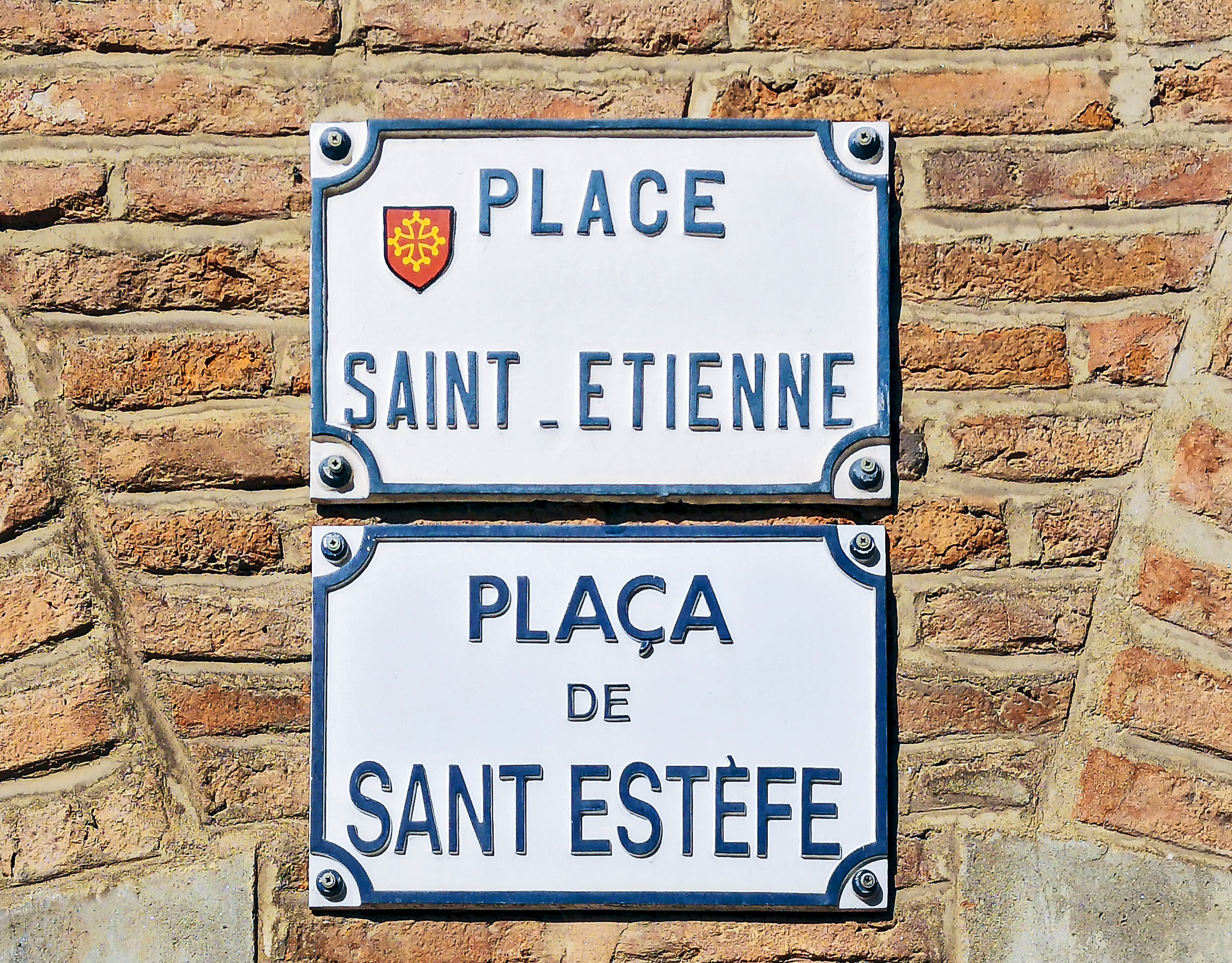
Plaques de rue en français et en occitan.

Le nom de la place Saint-Étienne est connu depuis le début du XIIIe siècle : on le trouve sous la forme de platea Sancti Stephani en latin médiéval (1226), plassa de Sant Estèphe en occitan médiéval (vers 1478). Il lui vient de l'église cathédrale de Toulouse, dédiée au protomartyr Étienne. Le nom de Saint-Étienne a d'ailleurs été attribué à plusieurs voies du quartier ou des quartiers voisins : on compte ainsi la rue Saint-Étienne (partie est de l'actuelle rue Croix-Baragnon entre le XIIe siècle et 1948), la rue du Faubourg-Saint-Étienne (actuelle rue des Frères-Lion entre le XVIIe siècle et 1947), la rue du Foirail-Saint-Étienne (actuelle rue Bida entre le XVIIIe siècle et 1896), la rue du Port-Saint-Étienne (depuis le XVIIIe siècle), la rue de la Porte-Saint-Étienne (partie est de l'actuelle rue de Metz entre 1857 et 1873), la rue du Rempart-Saint-Étienne (depuis 1840), ou encore les allées Saint-Étienne (actuelles allées Forain-François-Verdier entre 1806 et 1904).
En 1794, pendant la Révolution française, la place prit le nom de place la Raison, car le culte de la Raison, encouragé par les autorités révolutionnaires, était célébré dans la cathédrale Saint-Étienne, transformée en temple de la Raison,. Le nom en avait aussi été donné à la porte Saint-Étienne, mais il ne subsista pas.
Le 29 janvier 2021, le conseil municipal a attribué le nom de rue Samuel-Paty au passage sous la cathédrale, dans l'axe de l'hôtel de la Préfecture. Samuel Paty (1973-2020), enseignant en collège d'histoire-géographie, avait été assassiné à la sortie de son établissement par un réfugié tchétchène qui lui reprochait d'avoir montré des deux caricatures de Mahomet lors d'un cours d'enseignement moral et civique sur la liberté d'expression. Par ailleurs, l'allée qui traverse le square du Cardinal-Jules-Saliège avait été nommée en 2019 d'après Arnaud Beltrame et Jacques Hamel, deux autres victimes du terrorisme islamiste en France.

## Histoire

### Antiquité
Le site de l'actuelle place Saint-Étienne se trouve à l'est de la colonie romaine de Tolosa, à proximité du rempart monumental et de la porte est de la ville, et du decumanus maximus. Dans les premiers siècles, c'est un espace non bâti, probablement parce qu'il appartient à l'aire sacrée d'un vaste complexe cultuel qui s'organise autour d'un grand temple (emplacement de l'actuelle chapelle Sainte-Anne, no 11 rue Sainte-Anne). Cet ensemble monumental est peut-être délimité au nord par le decumanus maximus, à l'est par le rempart et à l'ouest par un cardo secondaire (emplacement de l'actuelle rue Pierre-de-Fermat).
Le quartier autour de l'actuelle place Saint-Étienne commence à s'urbaniser au IVe siècle. Il est alors divisé par de larges rues de six mètres, bordées de vastes demeures (telle une maison équipée de thermes privés), d'ateliers d'artisans et de jardins. Le quartier est alimenté en eau potable par l'aqueduc de Guilheméry, un des deux aqueducs qui alimentent la ville. Un égout souterrain permet également d'évacuer les eaux usées. À la fin du IVe siècle, le grand temple est probablement voué au culte chrétien, car dans le prolongement de l'édit de Théodose, les religions païennes sont interdites. Dans le même temps, une église est probablement construite plus au nord (emplacement de l'actuelle cathédrale).

### Moyen Âge

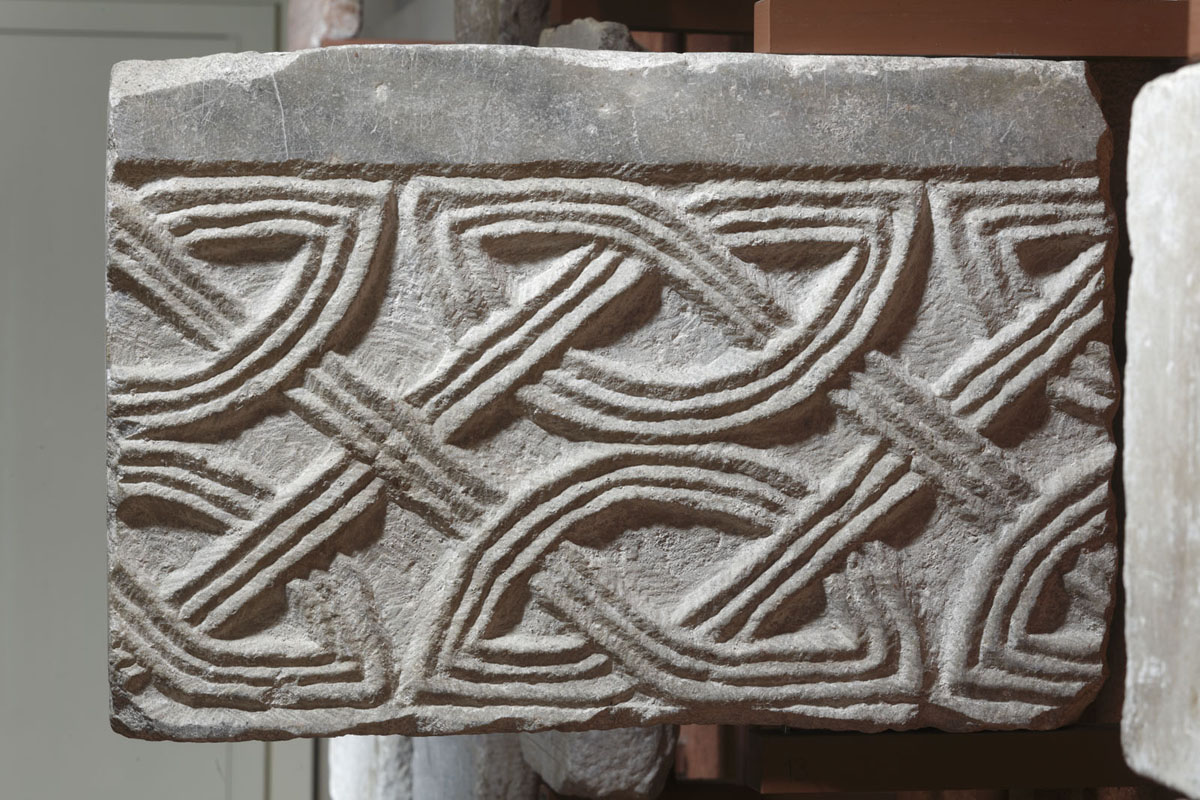
Fragment de dalle ou de pilastre de chancel carolingien (IXe siècle, musée des Augustins).

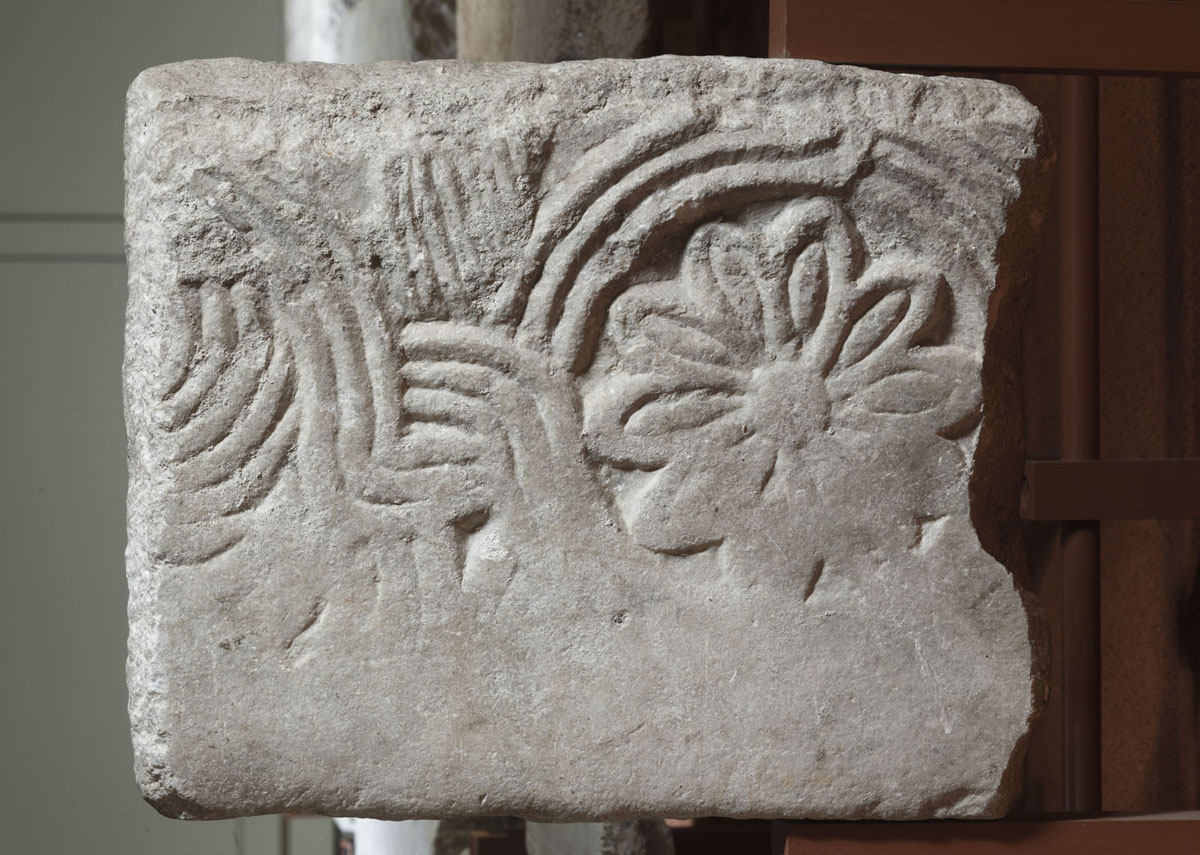
Fragment de dalle de chancel carolingien (IXe siècle, musée des Augustins).

Au début du Ve siècle, l'empire romain autorise les Wisigoths à se fixer en Aquitaine et à Toulouse. Ils font même de la ville la capitale de leur royaume indépendant à partir de 466. Mais après la défaite de Vouillé en 507, ils sont chassés et la ville est conquise par les Francs. Toulouse connaît un certain déclin et l'habitat dans le quartier Saint-Étienne recule, montrant un visage plus rural qu'urbain. Le site est utilisé comme carrière de pierre et pour l'extraction de limon argileux. Le groupe cathédral subsiste cependant. Au IXe siècle, il s'organise autour de deux églises, Saint-Étienne et Saint-Jacques (emplacement de l'actuelle chapelle Sainte-Anne, no 11 rue Sainte-Anne), d'un baptistère et d'un vaste cloître (emplacement de la cour Sainte-Anne, actuel no 15 rue Sainte-Anne). La cathédrale est particulièrement ornée, comme en témoigne le chancel carolingien. Un cimetière occupe, à la même époque, l'emplacement de la place Saint-Étienne.
Progressivement, la place Saint-Étienne devient une des plus importantes de la ville. Elle est dominée à l'est par le groupe cathédral que fait aménager, à la fin du XIe siècle, l'évêque Isarn (1071-1105). Celui-ci souhaite réformer le chapitre cathédral et il impose en 1073 la vie en communauté aux chanoines. Le quartier canonial, entre la place Saint-Étienne et le rempart, est séparé du reste de la ville par un mur de clôture, percé de trois portes, dont une ouvre sur la place. Une nouvelle cathédrale de style roman, plus vaste (environ 85 mètres de long, 20 mètres de large), est élevée à la fin du XIIe siècle,. Devant la cathédrale s'étend un cimetière, espace ouvert et fréquenté qui sert de place publique, d'autant plus que c'est le seul espace non bâti du quartier. La cathédrale est d'ailleurs le cadre de grandes cérémonies, particulièrement de processions, comme celle des Rameaux, de Saint-Étienne à la Daurade.
En 1216, pendant la croisade des Albigeois, la place est également le théâtre de terribles combats entre les troupes de Simon de Montfort et les Toulousains, décrits dans la Chanson de la croisade albigeoise de Guillaume de Tudèle :
« Les Toulousains vont les [les croisés] bloquer dans l'hôtel du comte de Comminges [près du Château Narbonnais], en sorte qu'ils n’en purent sortir. Le comte de Montfort crie, de façon à se faire entendre : « Barons, allons les tâter d’un autre côté, tout droit à Saint-Étienne, pour voir si nous pourrons leur faire du mal. » Et le comte s’élance avec eux, chargeant avec telle vigueur qu’à l'orme de Saintes-Carbes ils font trembler la terre, ils débouchent par la place de l'église, mais sans pouvoir atteindre personne de la ville. Les hauberts, les heaumes, les enseignes qu’on agite, les sonneries des cors et des trompes, font retentir le ciel, la terre et l'air. Par la rue droite, juste en venant vers la croix Baragnon, ils les chargent si vigoureusement qu’ils brisent et enfoncent les barrières. De toutes parts viennent, pour soutenir la lutte, chevaliers, bourgeois, sergents, pleins d'ardeur, qui, armés d’épées et de masses, les serrent de si près, que des deux côtés on se prend à se frapper, et à mettre en mouvement dards, lances, flèches, couteaux, épieux, traits, faucilles. Ils viennent en rang si pressés qu'on ne sait plus où se retourner. Là, vous eussiez vu se faire un tel abattis, rompre tant de camails, trouer tant de hauberts, fendre tant de poitrines, fausser tant de heaumes, abattre tant de barons, tuer tant de chevaux, et le sang et les cervelles se répandre par la place ! Ceux de la ville font une résistance si opiniâtre qu'ils leur font abandonner la lutte. [...] Par l'effort des massues, des pierres, des épées, des cognées, des guisarmes, qui rendaient le carnage terrible, ils [les Toulousains] leur firent vider la rue et la place. »
À partir du XIIIe siècle, la place Saint-Étienne devient un espace majeur de la cité. Dans le contexte de reprise en main religieuse que mène les autorités ecclésiastiques à la suite de la croisade, elle représente le cœur du pouvoir religieux de la ville et de son diocèse. Les travaux se poursuivent dans la cathédrale, particulièrement sous l'épiscopat de l'évêque Foulques de Marseille qui fait construire la nef « raimondine » dans le style gothique méridional dans les années 1210-1250, puis de Bertrand de L'Isle-Jourdain, qui fait élever le chœur dans un style gothique francilien à partir de 1274. À proximité de la cathédrale se trouve le palais épiscopal où loge l'évêque et la chambre des décimes, c'est-à-dire les entrepôts qui reçoivent la dîme et les autres ressources du diocèse. Devant la cathédrale même, le cimetière est abandonné et déplacé hors les murs près de l'église Saint-Sauveur (emplacement de l'actuelle place Dupuy) et un parvis est aménagé. Le sol de la place est encore en terre battue et graviers, mais elle devient malgré tout un haut lieu du commerce, où sont en particulier vendues les richesses du chapitre cathédral. On trouve, au centre de la place, un couvert abritant des mesures en cuivre pour les grains. De plus, la place, une des plus grandes de la ville, profite de sa situation, à proximité de la porte Saint-Étienne, sur le principal axe commercial qui traverse la ville d'est en ouest, par les rues de la Porte-Saint-Étienne et Tirepel (actuelle rue Riguepels), rejoint la place Saint-Étienne et se prolonge jusqu'au Pont-Vieux et jusqu'au pont de la Daurade. La place accueille enfin les grands événements de la ville. En 1303, lorsque le roi Philippe le Bel vient tenir un parlement à Toulouse à l'occasion des États généraux de la province de Languedoc, une salle en planches est édifiée devant la cathédrale. Plusieurs exécutions ont également lieu sur la place, où on trouve un pilori de pierre où les condamnés étaient attachés à deux carcans. Les hérétiques étaient également condamnés et exécutés sur la place, face à la cathédrale. Enfin, une estrapade est dressée en 1595 pour punir les criminels, qui avaient les mains liées et un poids énorme aux pieds, puis étaient successivement montés et balancés pour disloquer leurs membres.

### Période moderne
Après la crise de la fin du XIVe siècle et du XVe siècle, marquée particulièrement à Toulouse par la peste et la guerre de Cent Ans, les travaux reprennent. La cathédrale est provisoirement achevée. Dans le même temps, l'archevêque Bernard du Rosier fait reconstruire le palais archiépiscopal. Au début du XVIe siècle, l'archevêque Jean d'Orléans-Longueville fait agrandir et embellir le palais.
Sous l'influence des idées de la Renaissance, les capitouls se préoccupent d'hygiène publique et décident d'édifier sur la place la première fontaine publique de la ville. Les capitouls entreprennent de dériver le réseau de l'aqueduc de Guilheméry, qui alimente la fontaine du cloître Saint-Étienne, afin d'acheminer l'eau sur la place devant la cathédrale, mais le chapitre cathédral s'y oppose. Après un long procès jugé au parlement, les capitouls obtiennent gain de cause le 29 août 1523. Les travaux ne commencent cependant qu'en 1545-1546 et la fontaine Saint-Étienne est achevée en 1549. Dans le même temps, la place est pavée de galets de la Garonne. La place se borde également de belles demeures, tel l'hôtel de la famille Catel (actuel no 6). Les constructions en corondage subsistent cependant, malgré les risques d'incendie et les nombreuses interdictions capitulaires (actuel no 7 et ancien no 10). Pourtant, la place est aussi le lieu d'affrontements, particulièrement lors des troubles religieux qui secouent la ville en 1562, opposant les protestants et les catholiques de la ville. À cette occasion, le portail de la cathédrale est largement mutilé.
Au XVIIe siècle, les cérémonies publiques sont encore organisées sur la place, en l'honneur de personnages importants ou lors d'événements historiques (victoires militaires, naissances, mariages ou décès survenus dans la famille royale mais aussi commémorations de l'histoire toulousaine). On chante le Te Deum, en l'honneur du roi, dans la cathédrale, les feux de joie et les feux d'artifice sont tirés depuis la place, on y donne parfois même des bals. D'ailleurs, les visiteurs les plus importants séjournent, depuis le XVIe siècle, dans le palais archiépiscopal, comme Louis XIV en 1658,. La cathédrale elle-même est restaurée, à la suite d'un incendie du chœur en 1609, et l'architecte Pierre Levesville en achève le voûtement en 1611.
Le côté sud est modifié par la reconstruction du palais archiépiscopal commandée par l'archevêque Jean-Baptiste-Michel Colbert de Saint-Pouange entre 1690 et 1702. Ce prélat, neveu du chancelier Michel Le Tellier et cousin du contrôleur général des finances Jean-Baptiste Colbert, veut un palais dans le goût classique. Il fait pour cela appel à l'architecte de la province de Languedoc, Augustin-Charles d'Aviler.

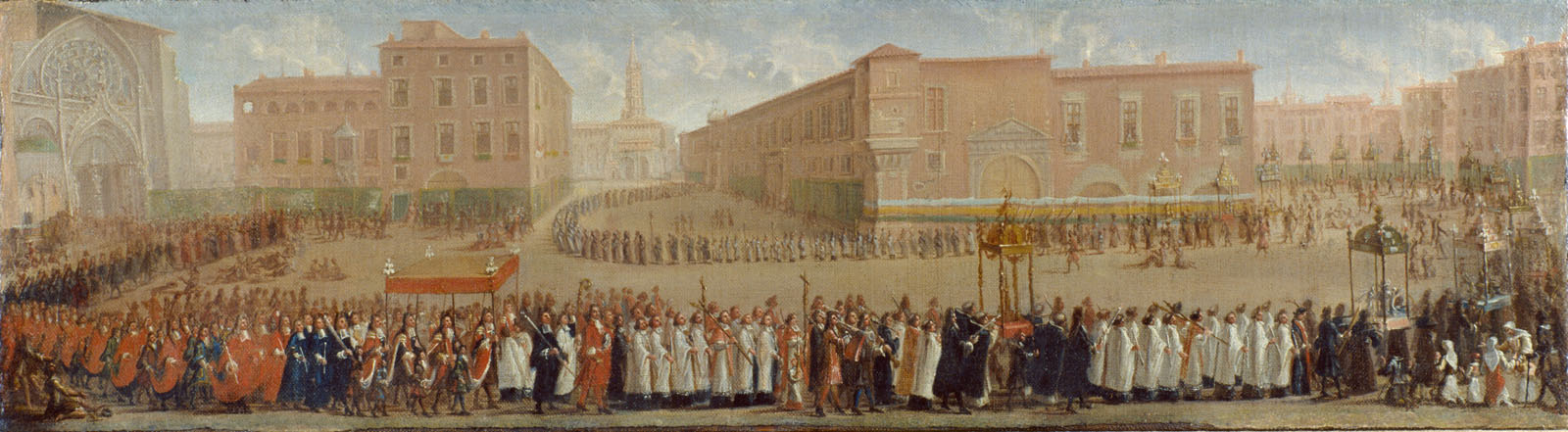
La Procession des corps saints sortant de la cathédrale Saint-Étienne, par Jean Michel (vers 1700, Musée des Augustins).

Pourtant, le rôle de la place Saint-Étienne recule à partir du XVIIIe siècle et elle est progressivement délaissée au profit de la place Royale (actuelle place du Capitole) que l'on est en train d'aménager devant l'hôtel de ville et qui s'impose comme le nouveau centre politique et symbolique de la ville. Dans le même temps, de nouveaux immeubles et de nouveaux hôtels particuliers sont élevés sur les côtés de la place, qui prend son aspect actuel. Au milieu du XVIIIe siècle, la famille Anceau fait élever un hôtel particulier dans le même style (actuel no 11).

### Époque contemporaine

#### Révolution française et Empire
La Révolution française bouleverse profondément le quartier Saint-Étienne. Le 6 mars 1791, dans la cathédrale Saint-Étienne, les prêtres toulousains sont poussés à prêter serment à la Constitution. Le 27 mars, Antoine Pascal Hyacinthe Sermet, favorable aux idées nouvelles, est élu évêque constitutionnel de la Haute-Garonne. Mais en 1794, le culte constitutionnel est également interdit et la cathédrale, qui subit de nombreuses destructions – statues du portail, cloche, mobilier –, est fermée en mars 1794. Elle est transformée en temple de la Raison, où est célébré le culte de la Raison. On connaît ainsi des cérémonies tenues entre les mois de mars et août 1794, menées par le poète Hippolyte Pellet-Desbarreaux. Elle reçoit ensuite le culte de l'Être suprême, puis les cérémonies du culte décadaire. En 1801, le Concordat signé entre le Premier Consul, Napoléon Bonaparte, et le pape, Pie VII, permet de rendre la cathédrale au culte catholique. En signe d'apaisement religieux, la croix qui se dressait sur la place et avait disparu en 1793 est remplacée le 19 mai 1809 par une nouvelle croix en fer forgé, placée au pied du clocher,.
En novembre 1799, l'administration du directoire du département de la Haute-Garonne, établie dans le palais de l'ancien Premier Président du parlement, rue Croix-Baragnon (actuel no 6 de cette rue), emménage dans l'ancien palais archiépiscopal, qui accueille déjà depuis 1793 différents services publics.

#### DuXIXesiècleà aujourd'hui

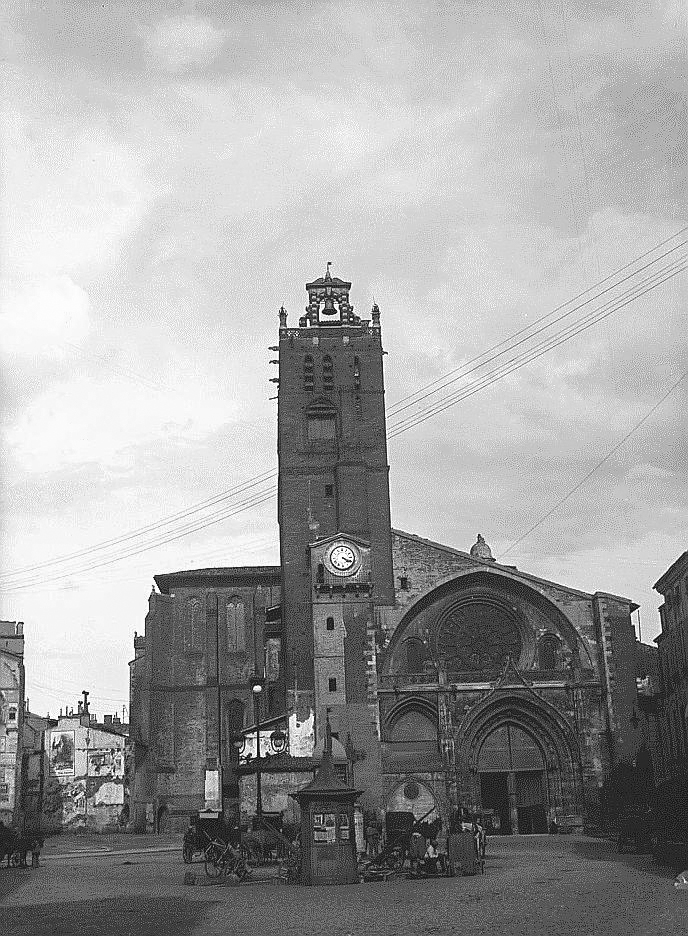
La place Saint-Étienne en 1900 (par Eugène Trutat, MHNT).

En 1830, la municipalité met au concours le projet d'une nouvelle fontaine, pour remplacer l'ancienne fontaine Saint-Étienne, mais les projets présentés sont rejetés. La même année, on décide d'ériger sur la place une statue de Pierre-Paul Riquet, par le sculpteur toulousain Bernard Griffoul-Dorval, mais elle est finalement placée au bout des allées Lafayette (actuelles allées Jean-Jaurès).
En 1864, l'archevêque Florian Desprez obtient une somme de 465 000 francs pour restaurer la cathédrale, mais la somme est jugée insuffisante et placée à intérêts jusqu'en 1914. En 1910, Auguste Sainte-Anne de Louzier, architecte en chef des monuments historiques, fait adopter le plan dit « de Restauration ». Il prévoit l'achèvement de la cathédrale, particulièrement la création d'une nouvelle porte au nord, mais aussi la destruction de tout le moulon de maisons entre la place Saint-Étienne, la rue Riguepels, la rue Sainte-Anne et la rue des Cloches, afin d'y aménager un square (actuel square du Cardinal-Saliège) ,.
La place est bordée de commerces, tels la chocolaterie d'Aiguebelle en 1895 (actuel no 1). En 1940, le poste de police du 7e arrondissement est établi près de l'hôtel de la Préfecture (actuel no 9).
Au milieu des années 1980, la municipalité décide de rénover profondément la place Saint-Étienne. Il est décidé de fermer les emplacements de parking pour les voitures sur la place et de construire un parking souterrain. Entre 1986 et 1987, des fouilles archéologiques sont menées préventivement par l'INRAP avant le creusement du parking, permettant de mieux connaître ce secteur de la ville antique et médiévale. Les archéologues mettent au jour une vaste demeure antique, ainsi que les vestiges du quartier du Haut-Empire, le cimetière médiéval, ainsi que de nombreuses poteries du IVe siècle au XVIIe siècle. Lors du réaménagement de la place, la fontaine est démontée et légèrement déplacée par rapport à son emplacement initial.

## Patrimoine et lieux d'intérêt

### Cathédrale Saint-Étienne
Classé MH (1862).

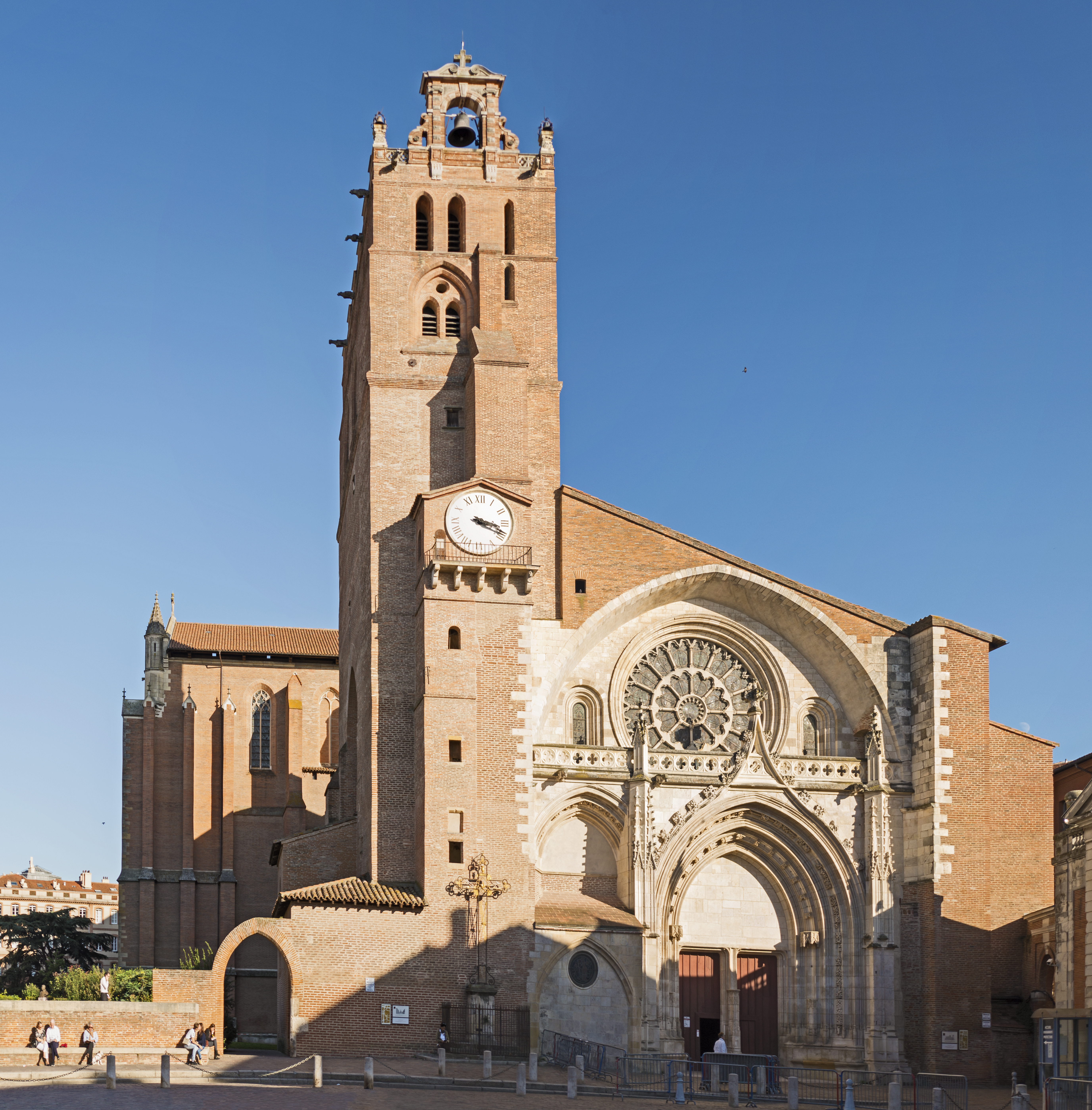
Façade ouest de la cathédrale.
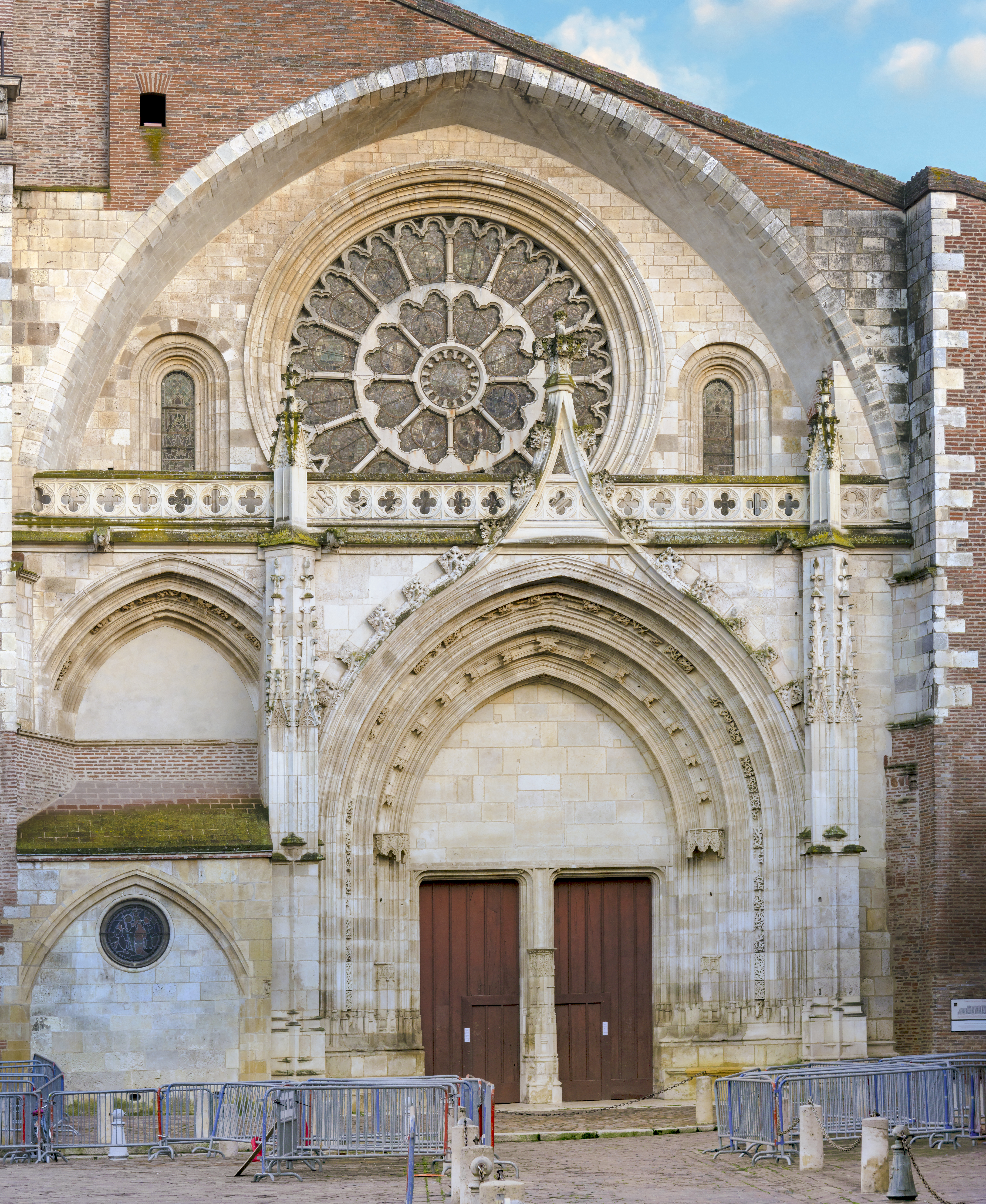
Portail de la façade ouest.
Le clocher

### Hôtel de la Préfecture
Inscrit MH (1990, façades et toitures des bâtiments en U autour de la cour d'honneur, y compris le grand porche d'entrée et ses ailerons latéraux ainsi que la porte Charles de Montchal (1640) fermant l'impasse ; façades sur cour intérieure et sur place Saint-Étienne, et toitures correspondantes de l'ancien hôtel Ducos de Lahitte annexé à la Préfecture au cours du XIXe siècle, ainsi que les deux travées de l'immeuble coiffé en poivrière qui lui est accolé ; façades et toitures des bâtiments des anciens communs (première cour à gauche après la cour d'honneur) ainsi que de l'aile perpendiculaire sur jardin ; porte XVIIe siècle de l'ancien hôtel de Ricard, réédifiée dans le jardin ; à l'intérieur, au fond de la cour d'honneur : grand escalier central et, au rez-de-chaussée : salle des gardes, ancienne salle à manger (salon à miroirs et colonnes), trois grands salons Louis XVI sur jardin),.

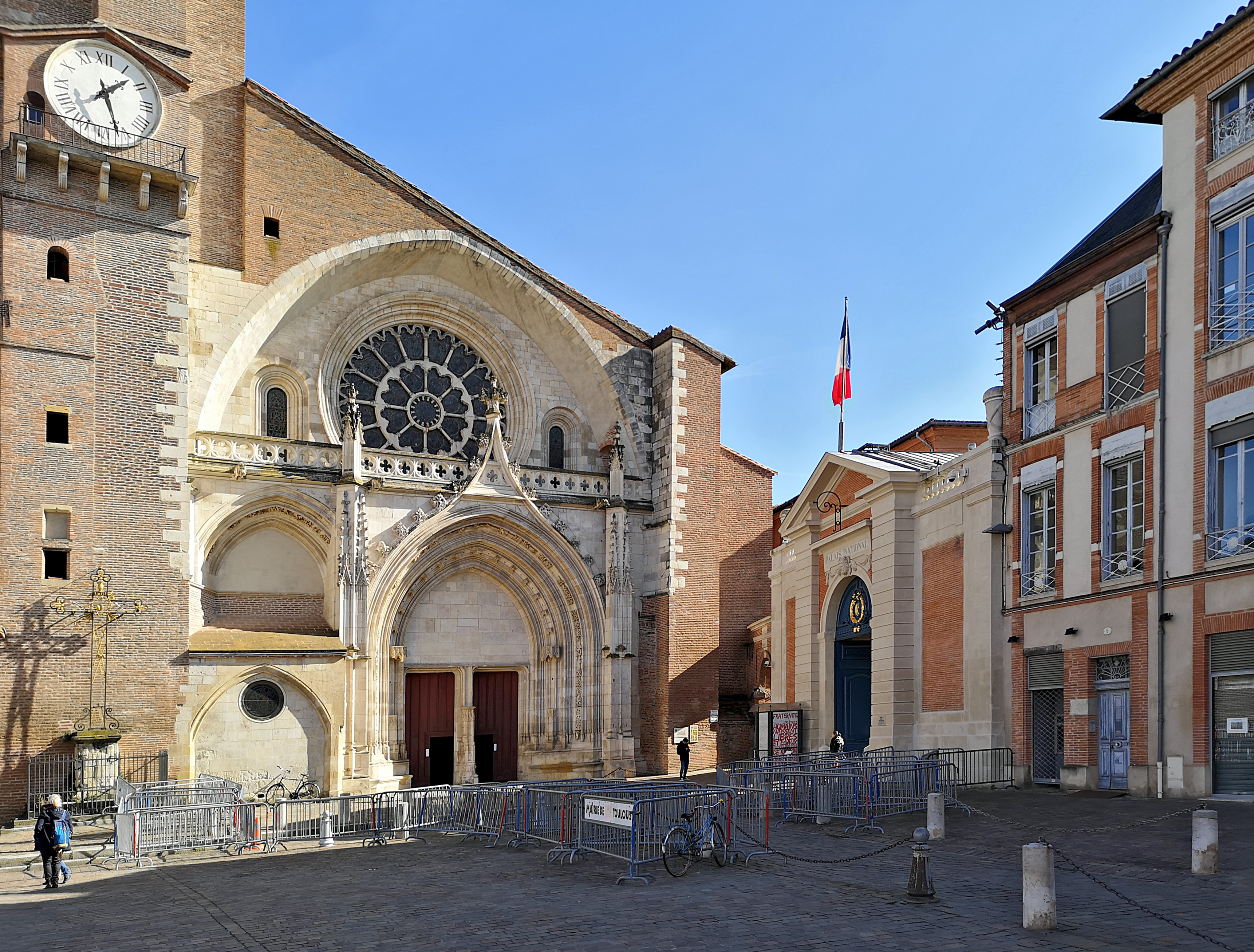
La cathédrale et l'entrée de la préfecture.
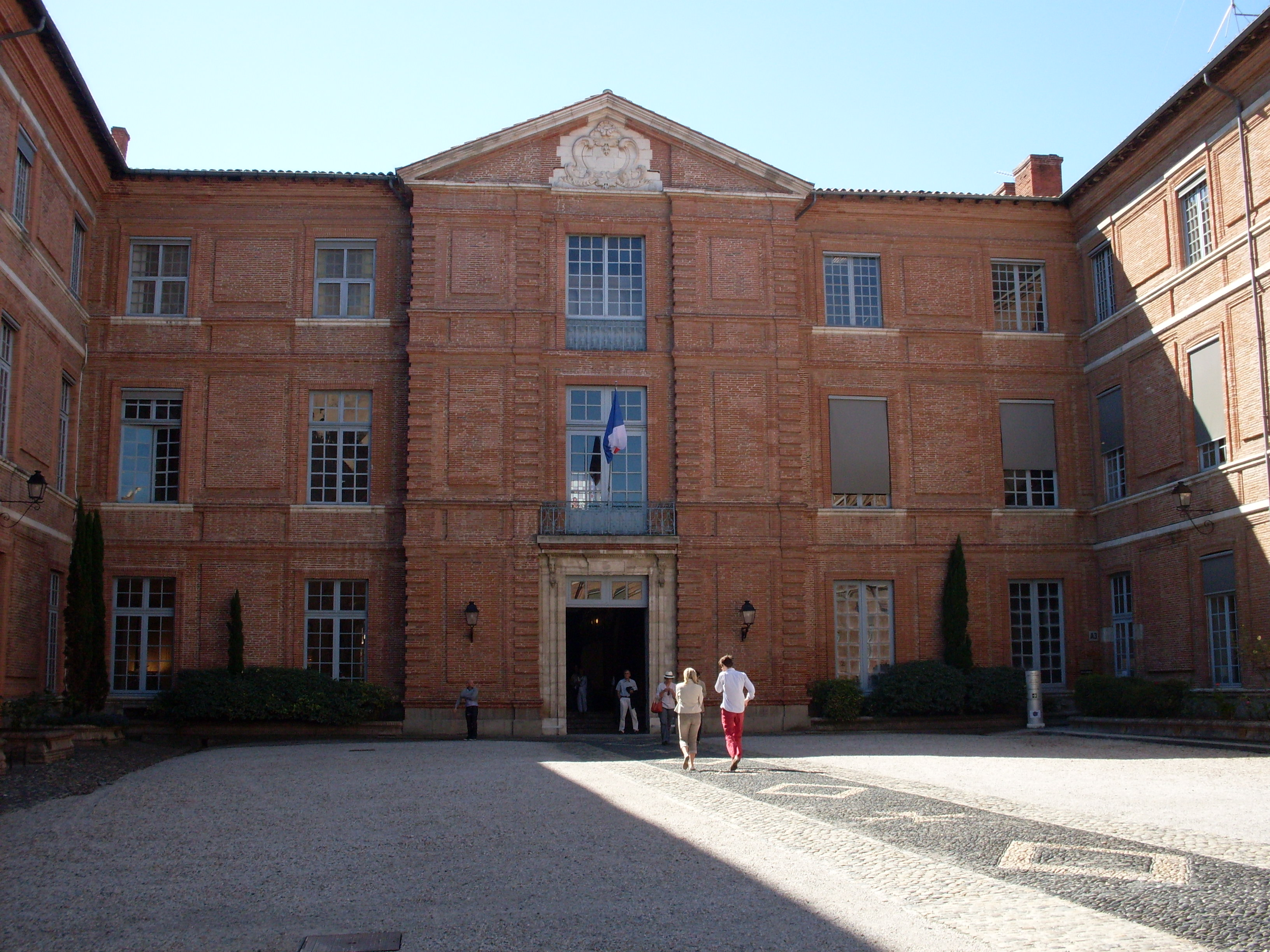
La cour intérieure.
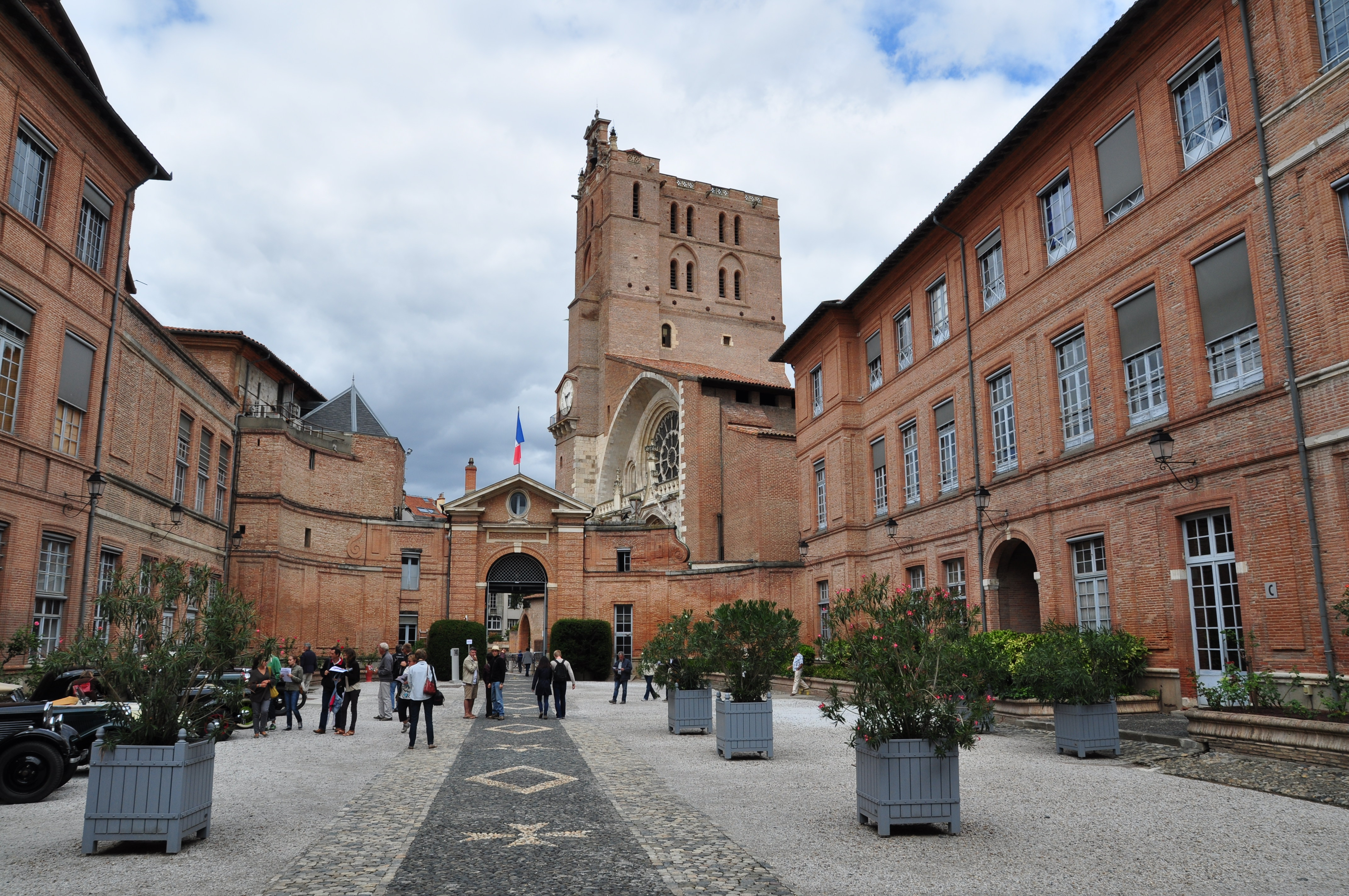
La cour intérieure et le clocher de la cathédrale.
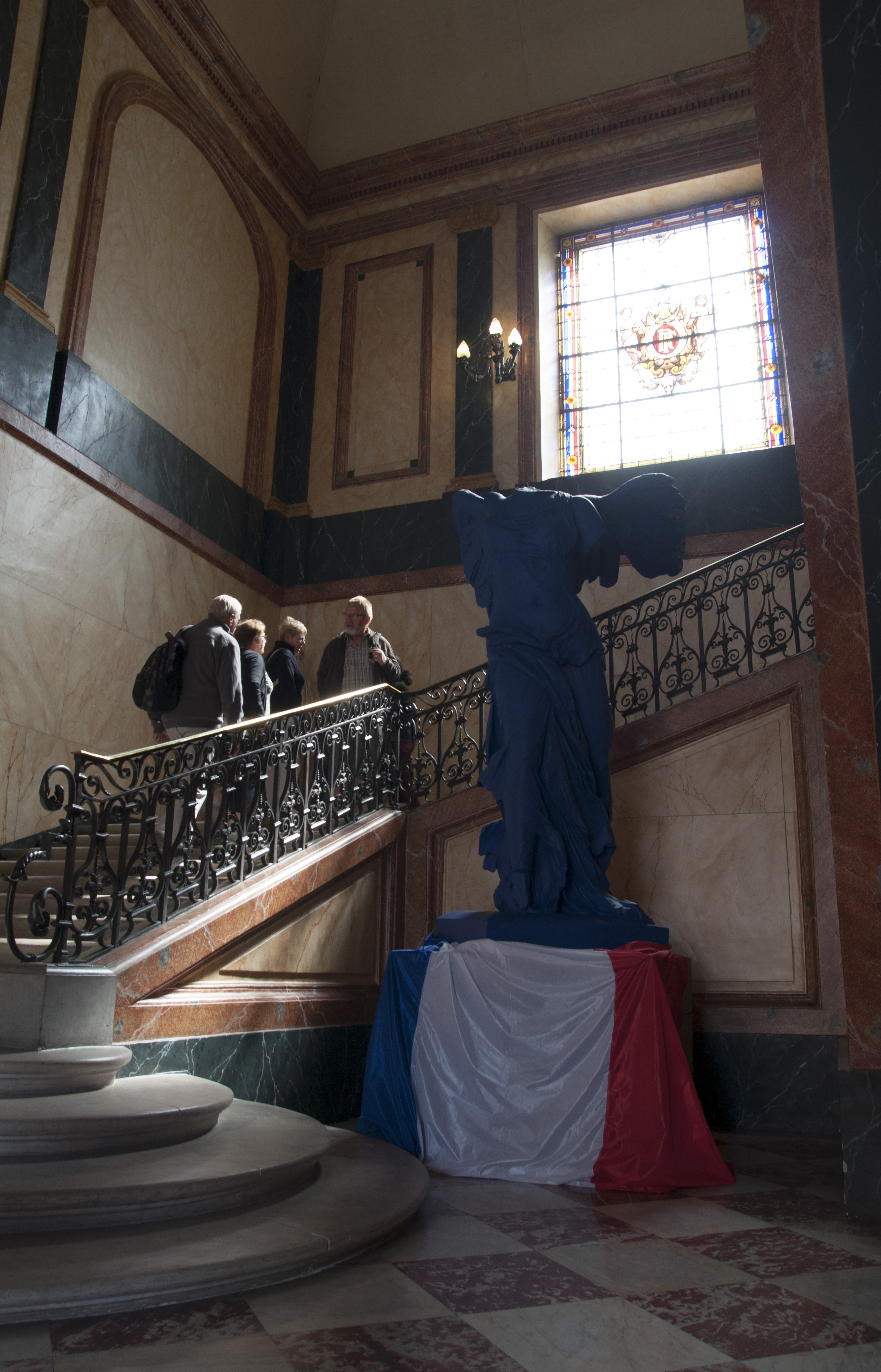
L'escalier d'honneur.

### Hôtels particuliers
- no  4 : hôtel de Maran. 
La parcelle est occupée, à partir du milieu du XVIe siècle par la famille de Maran, une famille de parlementaires[20]. Un premier immeuble, composé de plusieurs corps de bâtiment, est construit, peut-être pour François-Raymond de Maran, conseiller au parlement, entre la place et deux cours intérieures au XVIIe siècle : une fenêtre à meneau, au 1er étage de l'élévation en fond de cour, témoigne de cette construction. L'ensemble est profondément remanié dans le style néo-classique en 1775, toujours pour un membre de la famille de Maran. La façade sur la place se développe sur cinq travées et six niveaux (sous-sol, rez-de-chaussée, entresol et trois étages décroissants). Le rez-de-chaussée est traité avec un bossage continu. La porte cochère centrale est encadrée par deux ouvertures de boutique rectangulaires. Les étages sont percés de fenêtres rectangulaires, mises en valeur par un encadrement à ressauts, un appui en pierre sculptée et un garde-corps en fer forgé. L'élévation est couronnée d'une corniche moulurée à modillons[20],[40].

- no  6 : hôtel de Jean Catel.  Inscrit MH (1950, façade latérale sur cour)[41]. 
Au milieu du XVe siècle, Jean Catel est propriétaire de l'auberge de la Campane (ou de la Cloche, campana en occitan), qui compte une maison, un immeuble, un jardin et des communs sur une parcelle entre la place Saint-Étienne et la rue des Trois-Banquets (actuel no 2 bis). Il fait construire un hôtel particulier, probablement dans les années qui suivent son accession au capitoulat en 1483-1484, puis en 1498-1499[42]. L'hôtel reste par la suite dans la famille Catel, puisqu'il passe au début du XVIe siècle à Pierre Catel, conseiller aux requêtes du parlement de 1544 à 1553, puis vers 1570 à Jean Catel, conseiller au parlement de 1553 à 1586, en 1597 à Pierre de Catel, président à la chambre des requêtes du parlement de 1587 à 1598. En 1706, l'hôtel est vendu par le chanoine Pierre-Louis de Catel à Françoise de Paucy[43]. 
L'édifice se compose de plusieurs corps de bâtiment construits entre la fin du XVe et le XVIe siècle, qui s'organisent autour d'une cour centrale. Le corps de bâtiment en façade sur la place Saint-Étienne est rebâti dans le style néo-classique au cours du XVIIIe siècle. Large de seulement deux travées, il s'élève sur quatre niveaux décroissants et séparés par des corniches moulurées. Le rez-de-chaussée, orné de bossages continus, est ouvert par deux grandes arcades segmentaires : l'ouverture de boutique à gauche et la porte cochère à droite. Les fenêtres du 1er étage ont un balconnet en pierre doté d'un garde-corps en fer forgé aux motifs géométriques. La façade est surmontée d'une large corniche moulurée. 
La porte cochère donne accès à une galerie qui mène à la cour intérieure. La tour capitulaire, élevée à la fin du XVe siècle pour Jean Catel, se trouve dans l'angle nord-ouest. Elle est haute de vingt mètres environ. Au rez-de-chaussée, la porte s'inscrit dans un encadrement en pierre dont le linteau est sculpté d'une accolade. La vis de l'escalier est éclairée par quatre étages de petites fenêtres dont le linteau est également sculpté d'une accolade. La tour est couronnée par de faux mâchicoulis et un garde-corps en terre cuite qui figure un motif de trèfle inscrit dans un cercle. Le corps de bâtiment ouest est ouvert au rez-de-chaussée par deux portes et une fenêtre. La porte de droite a un linteau mouluré et celle de gauche se distingue par son décor Renaissance de pilastres et de colonnettes cannelés. Au centre, la fenêtre à meneau est encadrée par deux anges portant un écu où figuraient, selon Jules Chalande, les armes de la famille Catel. Le 1er étage est éclairé par deux fenêtres à meneau et une fenêtre simple à traverse, et le 2e étage par trois petites fenêtres[44],[45].

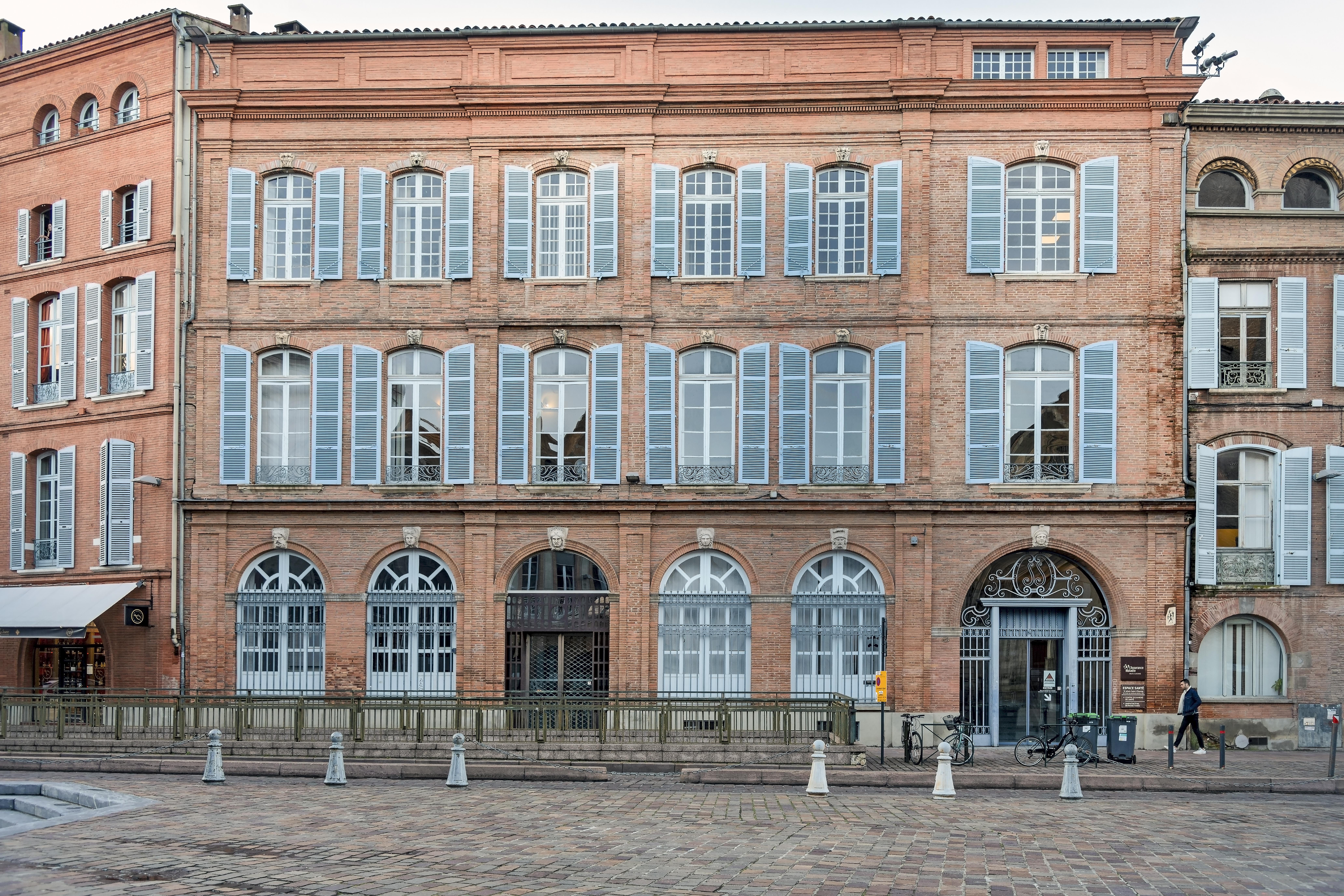
no 11 : façade de l'hôtel Froidour-Anceau.

- no  11-12 : hôtel Froidour-Anceau. 
L'hôtel particulier est construit au milieu du XVIIIe siècle, dans le style classique, à l'emplacement d'un immeuble qui appartient avant 1685 à Louis de Froidour, grand maître des Eaux et des Forêts de Languedoc et de Gascogne. La construction est cependant attribuée à la famille Anceau, qui occupe l'hôtel à partir de 1695 : peut-être faut-il y voir Claude-Alexandre Anceau de Maurens, conseiller au parlement de 1736 à 1758[46]. 
L'hôtel se compose de plusieurs corps de bâtiment qui s'organisent autour d'une grande cour centrale et d'une petite cour. Sur la place Saint-Étienne, l'élévation s'élève sur trois étages, mais elle ne s'étendait à l'origine que sur les cinq travées de gauche. Elle était alors symétrique et s'organisait autour de la porte cochère qui s'ouvre dans la travée centrale, mise en valeur par des pilastres superposés. Les étages sont décroissants et séparés par des cordons de brique. Le rez-de-chaussée est ouvert par des arcades en plein cintre ornées d'un mascaron en pierre. Aux étages, les fenêtres segmentaires possèdent un appui mouluré en pierre et portent une agrafe en pierre. Un entablement couronné par une corniche à denticules sépare le dernier étage du comble à surcroît, décoré de motifs de tables. Au milieu du XXe siècle, l'immeuble voisin (ancien no 12) est intégré à l'hôtel et sa façade est reconstruite dans le même style. 
L'élévation sur la cour d'honneur est plus simple, mais elle conserve les mêmes caractéristiques, avec la mise en valeur de la travée centrale. L'aile latérale abrite un escalier d'honneur tournant aux marches en pierre et orné d'une rampe en fer forgé en forme de cannes[46],[47].

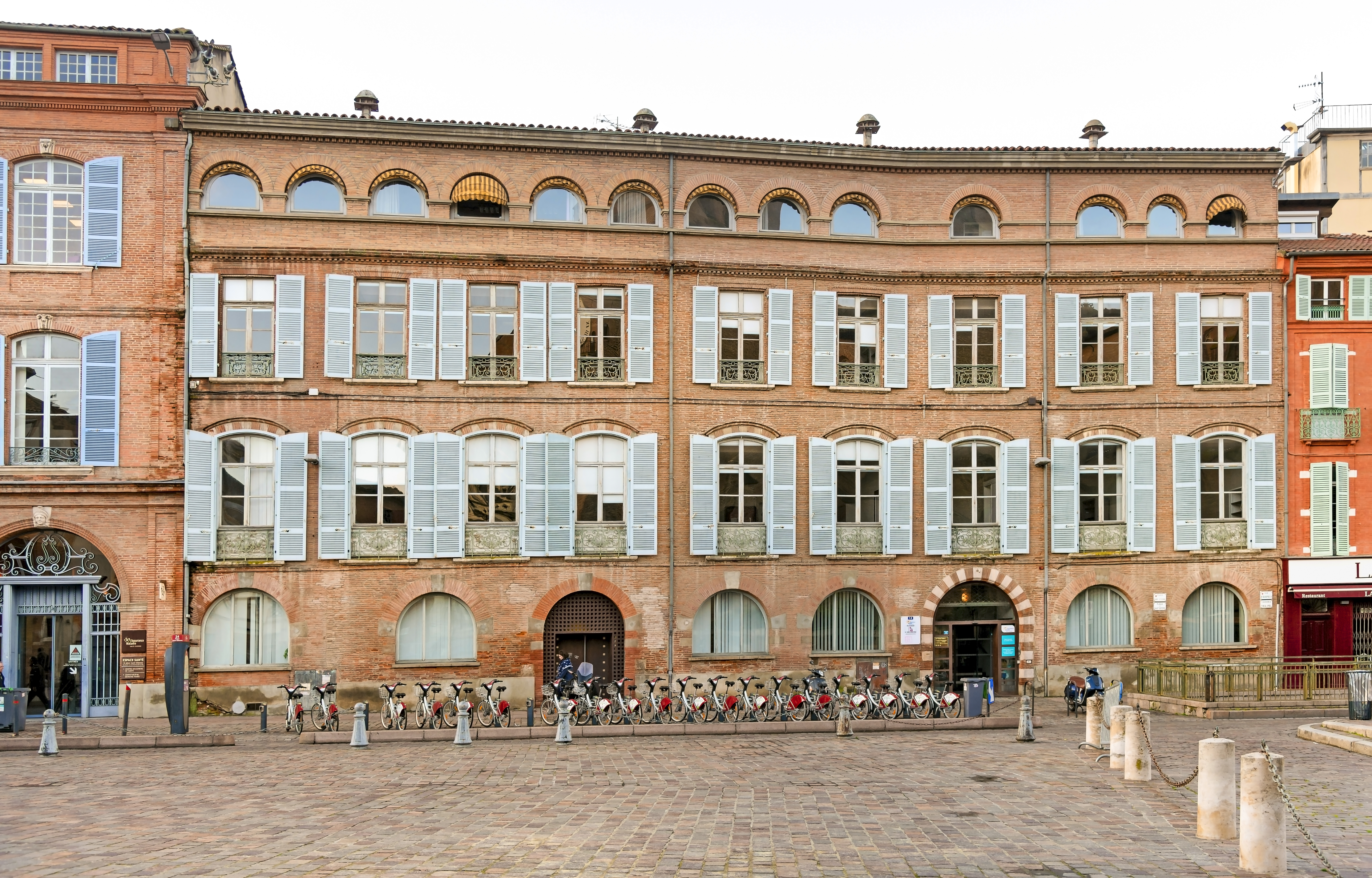
no 12 : façade de l'hôtel Cambon.

- no  14 : hôtel Cambon. 
Un hôtel particulier est élevé au milieu du XVIIe siècle pour la famille de Cambon entre la place Saint-Étienne et la rue d'Astorg (emplacement de l'actuel no 24). Il est agrandi dans le premier quart du XIXe siècle par l'achat de trois immeubles voisins. En revanche, il est amputé de la moitié de sa superficie à la suite du percement de la rue de Metz. Au milieu du XXe siècle, les bâtiments sont transformés afin d'accueillir les services administratifs de la Caisse régionale d'assurance maladie. 
La longue façade sur la place Saint-Étienne, de style classique, se développe sur neuf travées : les cinq travées de droite correspondent au premier hôtel particulier, les quatre travées de gauche aux constructions postérieures du début du XIXe siècle. Le rez-de-chaussée est rythmée par de grandes baies en plein cintre. La porte cochère, également voûtée en plein cintre, est en pierre et en brique alternées. Au 1er et au 2e étage, les fenêtres ont des garde-corps en fer forgé ornés d'ornements géométriques et de fleurs. Le 2e étage est surmonté d'une corniche à modillons. Le 3e étage, qui correspond à une surélévation de la deuxième moitié du XXe siècle, est éclairé de mirandes et surmonté d'une large corniche à modillons[48].

### Immeubles
- no  2 : immeuble. 
L'immeuble, de style classique, est construit dans la deuxième moitié du XVIIIe siècle à l'angle de la rue Pierre-de-Fermat. La façade sur la place Saint-Étienne est symétrique. Elle se développe sur trois travées et s'élève sur trois étages décroissants. Le rez-de-chaussée est ouvert par deux arcades de boutique en plein cintre, séparées par une fenêtre. Il est orné de bossages continus. Aux étages, la façade est encadrée par des dosserets monumentaux et des tables rectangulaires en saillie séparent les niveaux et les travées. Les fenêtres sont rectangulaires et ornées de balconnets dotés de garde-corps en fer forgé. Le dernier niveau est traité comme un étage d'attique. L'édifice est couronné par une large corniche moulurée à modillons[49].

- no  3 : immeuble. 

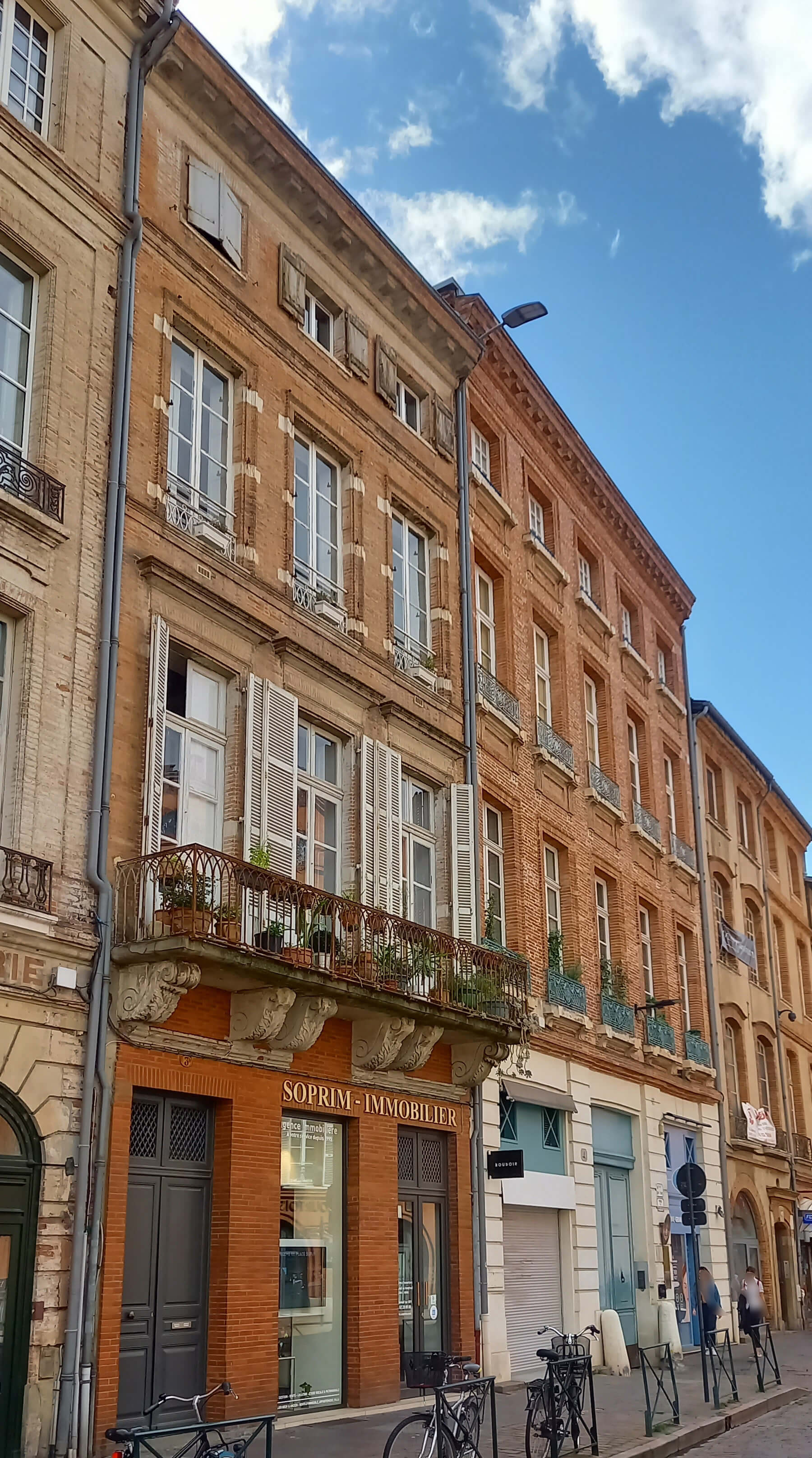
no 3 : façade de l'immeuble.

L'immeuble est construit probablement à la fin du XVIIIe siècle, puis remis au goût du jour au début du XIXe siècle. Il s'élève sur quatre niveaux (un rez-de-chaussée et trois étages décroissants), séparés par des cordons de brique. La façade, de style néo-classique, est symétrique. Au 1er étage, les fenêtres sont surmontées par une corniche et dotées d'un balcon filant qui repose sur des consoles en pierre et orné d'un garde-corps en fer forgé à motifs géométriques. Au 2e étage, elles sont mises en valeur par un chambranle à ressaut et sont dotées de petits garde-corps en fonte. L'élévation est couronnée par une corniche à modillons[50].

- no  5 : immeuble. 
Un immeuble est construit au XVIIe siècle, peut-être pour Guillaume de Brassac, avocat et notaire, capitoul en 1665-1666, et qui achète la parcelle à la même époque aux héritiers du président au parlement Jean Du Maynial. La façade sur la place a cependant été remaniée au XVIIIe siècle. Elle ne compte que deux travées et se développe sur cinq niveaux (sous-sol, rez-de-chaussée et trois étages). Au rez-de-chaussée s'ouvrent une arcade de boutique en plein cintre et une porte piétonne couronnée d'une large corniche. Au deux premiers étages, les fenêtres sont segmentaires et couronnées d'une fine corniche. Celles du 1er étage ont des garde-corps en fer forgé. Au 3e étage, les fenêtres ont conservé leur forme du XVIIe siècle : elles sont rectangulaires et portent un motif en pointe de diamant sur le linteau[51].

- no  7 : immeuble. 
L'immeuble en corondage est construit au XVIe ou au XVIIe siècle. On sait qu'il est habité, à la fin du siècle, par Guillaume Albergue, procureur au sénéchal et capitoul en 1690[20]. La façade s'élève sur deux étages carrés et un étage de comble à surcroît. Le rez-de-chaussée est maçonné en brique. Dans la salle, le plafond est peint vers 1960 par Renée Aspe, inspirée par le plafond de la chapelle Notre-Dame-du-Pont de La Bastide-de-Besplas. Aux étages, le pan de bois est à grille et croix de Saint-André superposées, hourdé de brique. Il semblerait que le pan de bois en encorbellement ait été reculé au XVIIIe siècle[52].

- no  9-10 : immeuble. 
Un immeuble, de style classique est élevé en 1742 pour Charles de Catel, seigneur de Corronsac (actuel no 9). Il est joint par un deuxième immeuble, construit en corondage (ancien no 10)[53]. En 1956, les deux immeubles sont achetés par la société civile immobilière Saint-Étienne qui les fait réunir, démolir le deuxième et largement remanier la façade par l'architecte Guy Rouch. 
L'immeuble s'élève à l'angle de la rue Boulbonne. La façade sur la place Saint-Étienne se développe sur cinq niveaux séparés par des cordons de brique : un rez-de-chaussée, trois étages décroissants et un niveau de comble. Les cinq travées de gauche correspondent à l'immeuble construit pour Charles de Catel, les deux travées de droite aux travaux menés par Guy Rouch. Le rez-de-chaussée est rythmé par deux larges arcades de boutique en plein cintre à gauche, et deux ouvertures rectangulaires à droite. Au centre se placent la porte d'entrée, flanquée de pilastres, ornée d'une agrafe en pierre qui porte des motifs sculptés – un monogramme, la date de construction et une coquille –, et surmontée d'une fine corniche. Aux étages, les fenêtres sont segmentaires et ont un appui en pierre. Le dernier niveau est ouvert par des fenêtres en plein cintre qui évoquent des mirandes. L'ensemble est couronné par une large corniche débordante[53],[54].

### Griffoul
Inscrit MH (1925).

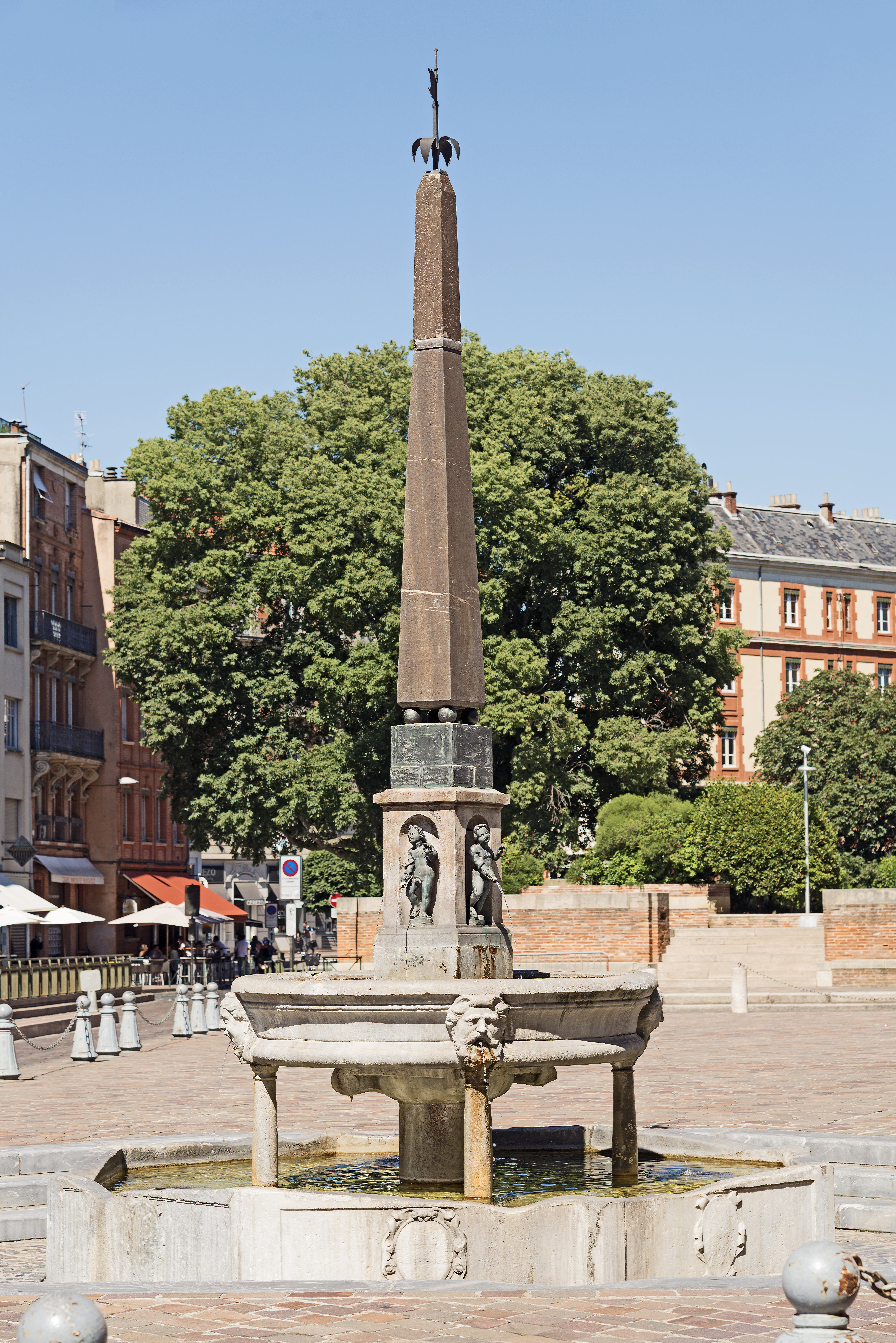
La fontaine Saint-Étienne ou « griffoul ».

La fontaine de la place Saint-Étienne date du XVIe siècle et illustre le style de la Renaissance toulousaine. En 1523, le parlement ordonne que soit établie une fontaine publique, la première de la ville. Les travaux commencent en 1545 par la réparation et le prolongement des aqueducs qui descendent de la colline du Calvinet, tandis que la nouvelle fontaine est édifiée entre 1547 et 1549 par Jean Rancy. Elle est restaurée et modifiée en 1593 selon un projet de l'architecte Antoine Bachelier qui fit intervenir le maître-fondeur Chevenet. En 1649, le sculpteur Pierre Affre restaure à son tour la fontaine. Malgré les réparations, l'eau reste de médiocre qualité et son débit reste irrégulier, particulièrement en été. En 1825, la fontaine est reliée au nouveau château d'eau afin de recevoir l'eau de la Garonne.
Trois marches permettent de descendre à la fontaine. Un premier bassin octogonal reçoit l'eau de la bouche de quatre mascarons à tête fantastique qui ornent la vasque supérieure portée par quatre colonnettes – la vasque originale venait de l'ancienne fontaine du cloître Saint-Étienne, les colonnettes de l'église Saint-Pierre-des-Cuisines. Au-dessus se dresse un obélisque de marbre rouge, installé par Antoine Bachelier en 1593, porté par un soubassement à quatre niches et reposant sur quatre boules en bronze. À l'intérieur des niches, des marmousets en bronze, fondus par Pierre Chevenet en 1593 et restaurés par Pierre Affre en 1649, rejettent l'eau par la gueule de poissons qu'ils tiennent dans leur main. L'obélisque est surmonté d’un ornement en bronze.

## Personnalité
- Louis de Mondran (1699-1792) : avocat au parlement, mais surtout joueur de cartes et homme d'affaires, franc-maçon, il joue un rôle actif dans la vie intellectuelle toulousaine au XVIIIe siècle, encourage la fondation d'une société des beaux-arts, devenue en 1751 l'académie royale de peinture, sculpture et architecture de Toulouse, et s'intéresse à l'urbanisme, présenatnt en 1752 un Projet pour le commerce et pour les embellissements de Toulouse qui débouche sur la création de l'Esplanade (actuel Boulingrin) et de ses allées (actuelles allées Forain-François-Verdier, Paul-Sabatier, des Soupirs, Frédéric-Mistral et Serge-Ravanel, et Jules-Guesde)[58]. Il loue un appartement dans l'hôtel de Cambon (actuel no 14)[59].